# Apollo Faye
Apollo Faye (Dakar, 11 dicembre 1951) è un ex cestista francese.

## Carriera
Con la Francia ha disputato due edizioni dei Campionati europei (1979, 1983).

## Palmarès
- Campionato francese: 3

CSP Limoges: 1982-83, 1983-84, 1984-85
- Coppa Korać: 1

CSP Limoges: 1981-82, 1982-83